# Ludwigsparkstadion
Ludwigsparkstadion är en idrottsarena i Saarbrücken, Tyskland. Den byggdes 1953, och har en publikkapacitet på 35 303 åskådare.